# Cantón de Chevreuse
El cantón de Chevreuse (en francés canton de Chevreuse) era una división administrativa francesa, que estaba situada en el departamento de Yvelines, de la región de Isla de Francia.

## Composición
El cantón estaba formado por trece comunas:
- Cernay-la-Ville
- Chevreuse
- Choisel
- Dampierre-en-Yvelines
- Le Mesnil-Saint-Denis
- Lévis-Saint-Nom
- Magny-les-Hameaux
- Milon-la-Chapelle
- Saint-Forget
- Saint-Lambert
- Saint-Rémy-lès-Chevreuse
- Senlisse
- Voisins-le-Bretonneux

## Supresión del cantón
En aplicación del decreto nº 2014-214 del 21 de febrero de 2014, el cantón de Chevreuse fue suprimido el 22 de marzo de 2015 y sus 13 comunas pasaron a formar parte; doce del nuevo cantón de Maurepas y una del nuevo cantón de Rambouillet.